# Partido de Zárate
Zárate est un partido de la province de Buenos Aires en Argentine, dont le chef-lieu est la ville de Zárate. 

Il se situe sur la rive droite du río Paraná, bras de las Palmas.
Il occupe 1 202 km2 et sa densité est de 76,4 hab./km2.

## Population
- 1991 : 91 600 habitants
- 2001 : 101 271 habitants
- 2010 : 111 597 habitants[1]

## Localités
- Zárate : 86 868 hab.
- Lima : 8 375 hab.
- Barrio Saavedra : 1 681 hab.

## Voies de communication

### Terrestres
- Autopista Buenos Aires - Rosario
- Route nationale 12
- Route nationale 193